# Dodo zu Innhausen und Knyphausen

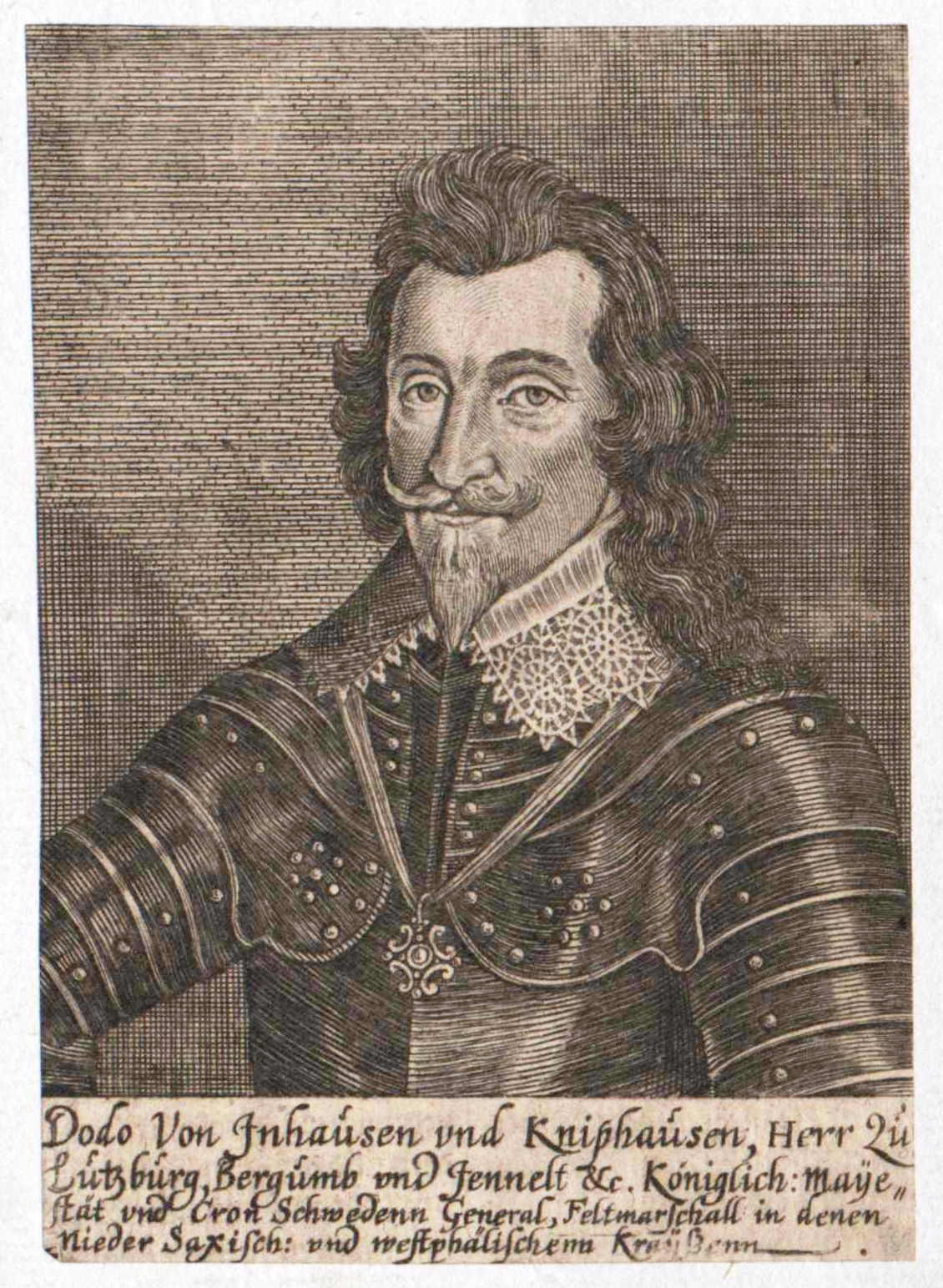
Dodo von Inhausen und Kniphausen, Stich von Matthäus Merian (1644)

Dodo Freiherr von Innhausen und zu Knyphausen (* 22. Juli 1583 in Lütetsburg; † 11. Januar 1636 bei Haselünne) war ein bedeutender Feldherr der protestantischen Konfliktpartei im Dreißigjährigen Krieg.

## Leben
Dodo von Innhausen und Knyphausen wurde 1583 in Lütetsburg bei Norden in Ostfriesland geboren. Sein Vater war der Freiherr Wilhelm zu Inn- und Knyphausen (1557–1631), seine Mutter Hyma, geborene Manninga, die Erbin des adligen Lütetsburger Besitzes.

### Anfänge
1602 trat er als 19-Jähriger in den Niederländischen Kriegsdienst ein und brachte es unter dem Fürsten Moritz von Oranien (niederländ.: Prins Maurits) bis zum General der Artillerie. Nach einer Verwundung kehrte er in seine ostfriesische Heimat zurück, übernahm 1607 das Amt des Drosten von Stickhausen und heiratete am 18. September 1610 die reich begüterte Anna von Schade aus Bamenohl. Damit zu Geld gekommen, betätigte er sich seit 1615 als gewerbsmäßiger Söldnerführer-Kriegsunternehmer (Begriff nach: Redlich, German Military Enterpriser). Zuerst diente er als Regimentsobrist (Oberst) der Hansestädte im Kampf gegen Herzog Friedrich Ulrich von Braunschweig-Wolfenbüttel.

### Im Dreißigjährigen Krieg
Zu Beginn des Dreißigjährigen Krieges war Knyphausen im Auftrage des neugewählten Königs von Böhmen, des Pfalzgrafen Friedrich V., in Norddeutschland tätig (Herbst 1619), anscheinend als Verbindungsmann zu den Hansestädten. Dann diente er im Pfälzischen Kriege (1620–1623) als pfälzischer Obrist im Söldnerheer des Herzogs Christian von Braunschweig-Wolfenbüttel. Unter dem Oberbefehl des 22-jährigen Welfenherzogs, den man bald den tollen Halberstädter nennen sollte, war Knyphausen als Obrist über ein Regiment zu Fuß an der Schlacht bei Höchst (10. Juni 1622) gegen die Truppen von Johann T’Serclaes von Tilly und Gonzalo Fernández de Córdoba beteiligt: Beim Angriff auf Höchst, das sich nicht hatte ergeben wollen, wurde er vier Tage vor der Schlacht verwundet; später rettete er sich in die Reichsstadt Frankfurt. 1623 schloss Knyphausen sich dem Welfen wieder an und erlebte so, wieder als Obrist, die katastrophale Niederlage gegen Tilly in der Schlacht bei Stadtlohn (6. August 1623), bei der auch sein eigenes Regiment vernichtet wurde. Herzog Christian suchte Knyphausen für den Ausgang der Schlacht verantwortlich zu machen, ließ ihn sogar zum Tode verurteilen und auf der Schenkenschanz (bei Nimwegen) gefangensetzen; doch eine erneute Untersuchung erwies Knyphausens Unschuld. Im Niedersächsisch-dänischen Kriege (1625–1629) diente Knyphausen im Söldnerheer des Grafen Ernst von Mansfeld als Obrist und General-Wachtmeister. Doch in der Schlacht an der Dessauer Elbbrücke (25. April 1626), wo Mansfelds Angriff auf den Wallenstein'schen Brückenkopf scheiterte, geriet Knyphausen in kaiserliche Gefangenschaft, aus der er nach mehr als einem Jahr entfliehen konnte.
1629 trat er in den Dienst des Königs Gustav II. Adolf (Wasa) von Schweden. Im Februar 1631 setzte ihn König Gustav-Adolf in der Stadt Neubrandenburg in Ostmecklenburg als Stadtkommandanten ein. Mit seinem friesischen Regiment und sechs Fähnlein schottischer Söldner, insgesamt 1.600 bis 2.000 Mann, verteidigte von Knyphausen Neubrandenburg im März zunächst erfolgreich gegen eine zehnfache Übermacht der kaiserlichen Truppen unter Tilly. Nach dreitägiger Kanonade auf ausgewählte Bereiche der Stadtmauer konnten die Kaiserlichen am 19. März 1631 (gregorianischer Kalender) durch eine Bresche in die Stadt eindringen. Nach protestantischen Quellen (Pontanus) überlebten nur ca. 60 bereits vorher verwundete Verteidiger, im Bericht der Stadt an den herzoglichen Hof in Schwerin ist von 800 gefallenen Verteidigern die Rede. Auch viele Einwohner verloren ihr Leben. Knyphausen, seine Frau und die Kinder wurden vom kaiserlichen Heerführer Tilly gefangen genommen. Nach langer Gefangenschaft wurden sie gegen drei kaiserliche Obristen (u. a. Franz Wilhelm Mohr von Waldt) ausgewechselt, was zur damaligen Zeit recht häufig praktiziert wurde. Am 16. November 1632 befehligte Knyphausen in der Schlacht bei Lützen, in welcher der Schwedenkönig fiel, das zweite Treffen der schwedischen Armee; am 28. Juni 1633 siegte er gegen die Kaiserlichen bei Hessisch Oldendorf. Dafür wurde er vom schwedischen Kanzler Axel Oxenstierna mit dem Emsland belehnt. 1633 eroberte Knyphausen Osnabrück und zog sich danach auf sein Lehngut Meppen zurück.
Viele Briefe an seine Frau Anna zeugen zudem davon, dass er zu keiner Zeit seinem protestantischen Glauben untreu geworden und den Verlockungen der Kaiserlichen nicht gefolgt ist. Auf vielen Feldzügen hat Anna ihn, teils mit Kindern, begleitet.
Aufgrund seiner Stellung im Dreißigjährigen Krieg war es ihm möglich, seinen Verwandten in Bamenohl folgende Schutzbriefe auszustellen:
2. 1633 Oktober 16/26: „Dero konigl. Mayt. und dero Cron Schweden Bestalter FeldMarschalck Ich Dodo von Inhausen und Kniphausen, Herr zu Lutzeburg, Bergum und Jenneldt“ stellt Bernhard Vogt von Elspe, seinem Schwiegervater, einen Schutzbrief aus. Ausgefertigt im Hauptquartier vor Werl.
3. 1633 Oktober 21: Dodo von Imhausen und Kniphausen stellt seinem Schwager Adam Vogt von Elspe einen offenen Pass aus, da er sich des Öfteren von der königlich schwedischen Armee zu entfernen hat. Siegel des Ausstellers, ausgefertigt im Hauptquartier Bürick vor Werl.
4. 1633 Dezember 2/12: Derselbe befiehlt den Bürgermeistern und Räten derjenigen Städte, in denen Adam Vogt von Elspe mit seiner Begleitung Station macht, ihn und die Seinen zu verpflegen und Unterkunft zu gewähren Ausgefertigt mit Siegel in Unna.
Als Befehlshaber der schwedischen Truppen in Westfalen fiel er 1636 im Emsland bereits zu Beginn der Schlacht bei Haselünne (11. Januar; nach dem alten, Julianischen Kalenderstil: 1. Januar). Seine Truppen aber siegten trotz zahlenmäßiger Unterlegenheit. Sein Leichnam wurde einbalsamiert, in Meppen aufgebahrt und von dort am 4. März zu Schiff nach Emden überführt. In der Klunderburg, die damals im Besitz der Familie Knyphausen war, stand sie noch bis zum 3. Mai 1636 über der Erde. Dann erfolgte von hier aus die Überführung des Toten nach Jennelt, wo Dodo von Knyphausen von seinem Vater 350 Hektar Grundbesitz hatte. Bestattet wurde er in der Gruft der Jennelter Kirche, wo der Sarg noch heute steht.

## Nachkommen
Mit Anna von Schade hatte er sieben Kinder, von denen allerdings nur zwei überlebten,
- Enno Adam (* 26. Januar 1611; † 22. April 1654) schwedischer Oberst ⚭ Freiin Occa Johanna von Ripperda
- Eva Oriana (* 1613; † 1680) ⚭ 1636 Wilhelm von Lüdinghausen genannt Wolff (* 28. Dezember 1596; † 26. Juli 1647)
- Wilhelm
- Hyma Maria
- Elisabeth
- Friedrich Ludwig

In der Leichenpredigt der Anna von Schade ist von sechs Söhnen und zwei Töchtern die Rede.

## Bedeutung
Dodo von Innhausen und Knyphausen war ein typischer Kriegsunternehmer-Söldnerführer des frühen 17. Jahrhunderts, allerdings nicht in jenem weitaus größeren Maßstab, den Söldnerheerführer wie Ernst von Mansfeld, Tilly oder Wallenstein repräsentierten, und bewies unter den schwierigen Bedingungen seiner Zeit und trotz manchen Rückschlägen hervorragende organisatorische und logistische Fähigkeiten.